# キンバリー

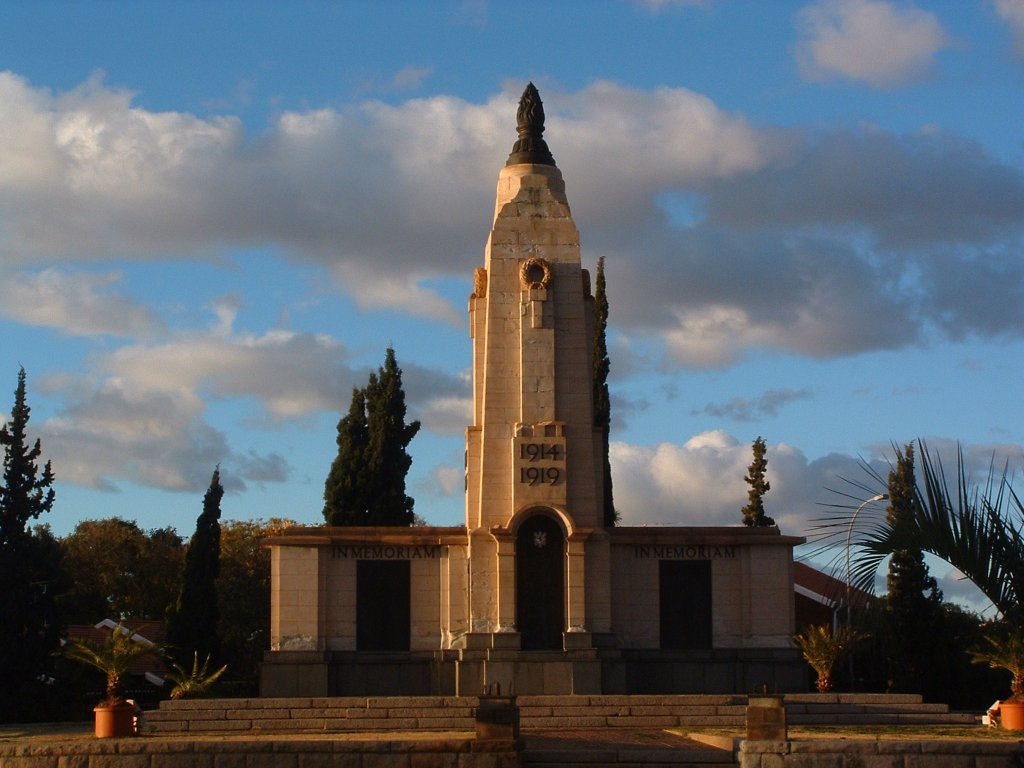
第一次世界大戦慰霊碑

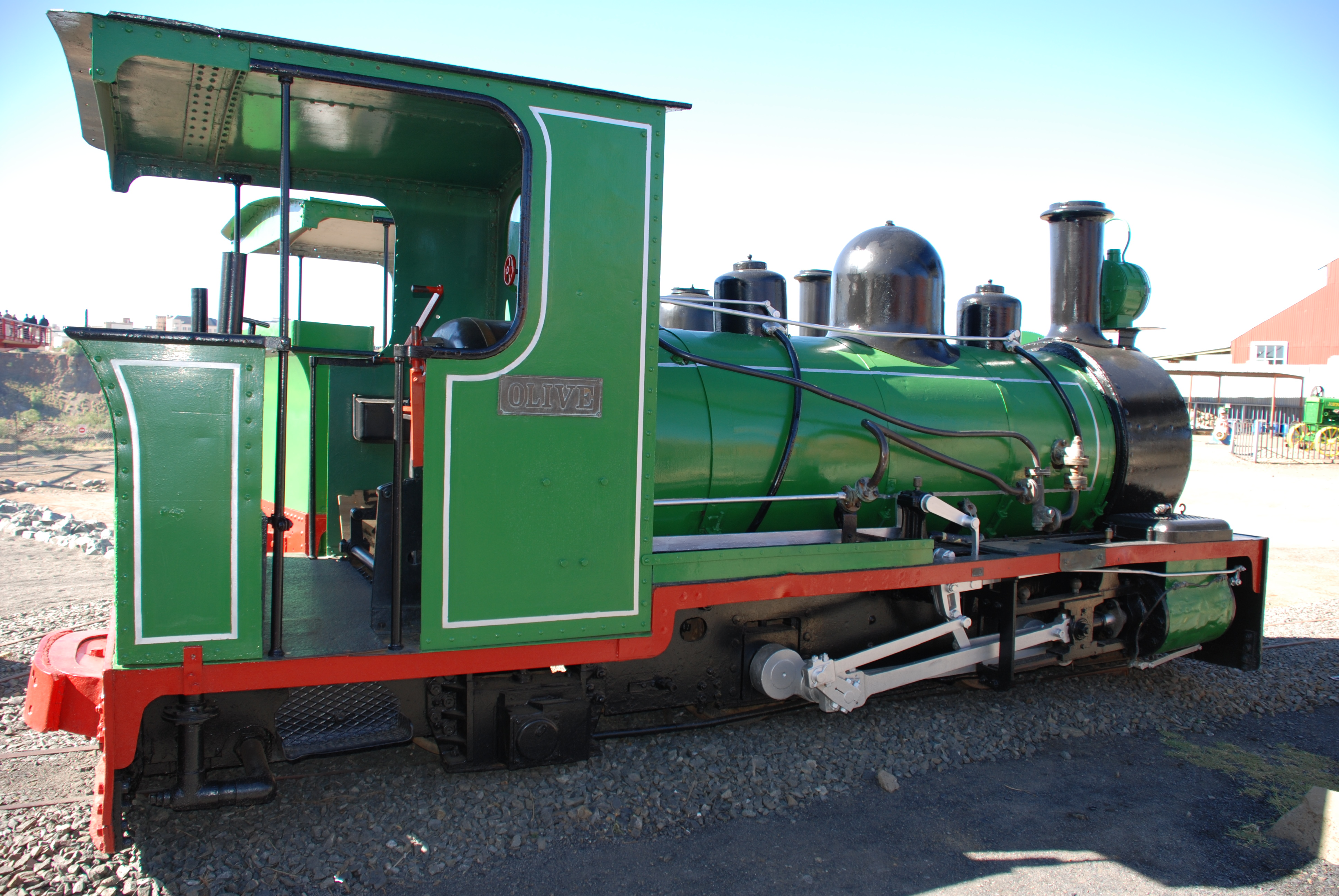
蒸気機関車（鉱山博物館）

キンバリー（キンバレー、アフリカーンス語: 英語: Kimberley）は、南アフリカ共和国北ケープ州にある都市で、同州の州都である。

## 概要
南アフリカ共和国西部のオレンジ川中流地点に位置した内陸都市。南アフリカのゴールドラッシュ時に栄え、ダイヤモンド鉱山だったビッグホールでは、かつてのゴールドラッシュの時代の風景が残されている。現在に至って経済は発達している。

## 歴史
かつてはオレンジ自由国領であったが、1867年この地でダイヤモンドが発見されるとイギリスが侵攻、1871年にこの地をケープ植民地に編入した。
「キンバリー」の地名は、イギリスの植民地大臣であった初代キンバリー伯爵ジョン・ウッドハウスにちなむ。

## 気候
| キンバリーの気候                     | キンバリーの気候 | キンバリーの気候 | キンバリーの気候 | キンバリーの気候 | キンバリーの気候 | キンバリーの気候 | キンバリーの気候 | キンバリーの気候 | キンバリーの気候 | キンバリーの気候 | キンバリーの気候 | キンバリーの気候 | キンバリーの気候 |
| 月                                   | 1月              | 2月              | 3月              | 4月              | 5月              | 6月              | 7月              | 8月              | 9月              | 10月             | 11月             | 12月             | 年               |
| ------------------------------------ | ---------------- | ---------------- | ---------------- | ---------------- | ---------------- | ---------------- | ---------------- | ---------------- | ---------------- | ---------------- | ---------------- | ---------------- | ---------------- |
| 最高気温記録 °C （°F）               | 40.4 (104.7)     | 39.9 (103.8)     | 36.2 (97.2)      | 34.9 (94.8)      | 31.1 (88)        | 26.6 (79.9)      | 26.8 (80.2)      | 30.5 (86.9)      | 35.5 (95.9)      | 37.6 (99.7)      | 39.2 (102.6)     | 39.7 (103.5)     | 40.4 (104.7)     |
| 平均最高気温 °C （°F）               | 32.8 (91)        | 31.0 (87.8)      | 28.8 (83.8)      | 24.7 (76.5)      | 21.4 (70.5)      | 18.2 (64.8)      | 18.8 (65.8)      | 21.3 (70.3)      | 25.5 (77.9)      | 27.8 (82)        | 30.2 (86.4)      | 32.1 (89.8)      | 26.1 (79)        |
| 日平均気温 °C （°F）                 | 25.1 (77.2)      | 23.7 (74.7)      | 21.5 (70.7)      | 17.3 (63.1)      | 13.5 (56.3)      | 10.2 (50.4)      | 10.4 (50.7)      | 12.8 (55)        | 17.1 (62.8)      | 19.7 (67.5)      | 22.2 (72)        | 24.2 (75.6)      | 18.1 (64.6)      |
| 平均最低気温 °C （°F）               | 17.9 (64.2)      | 17.3 (63.1)      | 15.2 (59.4)      | 10.8 (51.4)      | 6.5 (43.7)       | 3.2 (37.8)       | 2.8 (37)         | 4.9 (40.8)       | 8.9 (48)         | 11.9 (53.4)      | 14.6 (58.3)      | 16.6 (61.9)      | 10.9 (51.6)      |
| 最低気温記録 °C （°F）               | 7.1 (44.8)       | 5.6 (42.1)       | 2.0 (35.6)       | −0.3 (31.5)      | −5.7 (21.7)      | −6.7 (19.9)      | −7.9 (17.8)      | −6.7 (19.9)      | −5.5 (22.1)      | −0.5 (31.1)      | 3.3 (37.9)       | 4.8 (40.6)       | −7.9 (17.8)      |
| 降水量 mm （inch）                   | 57 (2.24)        | 76 (2.99)        | 65 (2.56)        | 49 (1.93)        | 16 (0.63)        | 7 (0.28)         | 7 (0.28)         | 7 (0.28)         | 12 (0.47)        | 30 (1.18)        | 42 (1.65)        | 46 (1.81)        | 414 (16.3)       |
| 平均降水日数 （≥1.0 mm）             | 7                | 7                | 7                | 6                | 2                | 1                | 1                | 1                | 2                | 4                | 5                | 6                | 49               |
| % 湿度                               | 45               | 53               | 57               | 59               | 54               | 53               | 48               | 41               | 36               | 40               | 42               | 42               | 47               |
| 平均月間日照時間                     | 307.1            | 260.7            | 265.7            | 262.0            | 281.2            | 264.2            | 286.7            | 299.3            | 288.3            | 305.1            | 310.6            | 331.0            | 3,461.9          |
| 出典1：NOAA                          |                  |                  |                  |                  |                  |                  |                  |                  |                  |                  |                  |                  |                  |
| 出典2：South African Weather Service |                  |                  |                  |                  |                  |                  |                  |                  |                  |                  |                  |                  |                  |

## 産業

### ダイヤモンド採掘
1867年に発見された世界最大のダイヤモンド鉱山によって町ができた。現在でもダイヤモンド採掘の中心地である。
2000年に、ダイヤモンドの紛争地での不正取引、いわゆるコンフリクトダイヤモンド問題を解決するため、各国の関係者を集めて会合を行うための団体が設けられた。現在アフリカ諸国を中心とした40余りの国々が参加している。

## 交通
ブルートレインの発着駅であるキンバリー駅のほか、国内線専用のキンバリー空港があり、ケープタウンやヨハネスブルグと結ばれている。

### 鉄道
- 南アフリカ都市鉄道会社（SARCC） 
  - キンバリー駅（ブルートレイン発着駅）

### 空路
- キンバリー空港

## 観光
観光地でもあるキンバリーは、観光客がウィントフックやケープタウンからブルームフォンテーンへ行くときの中継地として利用されることも多く、宿泊施設も存在する。

### 主な観光地
- キンバリー鉱山博物館
  - ビッグホール - ダイアモンド、金を採掘するために空けられた人工の巨大な穴。人間の欲深さを象徴する。